# Marquette (Iowa)
Pour les articles homonymes, voir Marquette.
La ville américaine de Marquette est située dans le comté de Clayton, dans l’État d’Iowa. Lors du recensement de 2010, elle comptait 375 habitants.

## Source
- (en) Cet article est partiellement ou en totalité issu de l’article de Wikipédia en anglais intitulé « Marquette, Iowa » (voir la liste des auteurs).